# Døden på larvefødder
Døden på larvefødder er en roman fra 1958 af den danske forfatter Sven Hazel. Bogen er udgivet på forlaget Kbh.
Hazel har skrevet fjorten bøger om sine oplevelser som straffefange og soldat. Tre af bøgerne bliver af Hazel regnet som biografier (blandt andet De fordømtes legion, hans første bog), og Hazel selv hævder, at alle bøgerne er baseret på virkeligheden.
Hazel skriver om krig som umenneskelig og forfærdelig. Han skriver om at være soldat og ikke om politikken bag krigen. Han og hans kammerater prøver at overleve og få det bedste ud af den situation, de er havnet i. Han skriver meget om, hvordan propaganda går ud over civilbefolkningen og den menige soldat.
I 1987, Døden på larvefødder filmatiseret med titlen The Misfit Brigade.
Selv om der er tvivl om hans person, er hans beskrivelser af østfronten anset som autentiske. Hvordan det passer med, at han ikke har været der, er et andet spørgsmål. Han mødte stor modstand mod sin person, da han nærede afsky for politikere og samfund. Det skulle skyldes hans erfaringer fra krigen: regeringer og samfund ejer ikke respekt for det individuelle menneske.

## Handling
Panzerregiments landsknægte er på tilbagetog. De skal deltage i det grufulde oprydningsarbejde efter de allieredes bomber, som hagler ned over byerne i Tyskland.